# Geodena camerunensis
Geodena camerunensis là một loài bướm đêm trong họ Geometridae.